# SGR 1900+14
SGR 1900+14 — магнетар в созвездии Орла на расстоянии около 20 000 световых лет от нас. Возможно, он является сверхмагнитной кварковой звездой.

## Пылевое кольцо
В 1998 году астрономы зарегистрировали мощный взрыв на SGR 1900+14. Поток частиц даже вызвал ионизацию верхних слоёв нашей атмосферы. Предполагается, что взрыв произошёл в ядре магнетара. При этом окружающее звезду пылевое облако уплотнилось, образовав кольцо диаметром около 3 световых лет. Орбитальный телескоп Спитцер наблюдал за ним в 2005 и 2007 годах — всё это время инфракрасное свечение кольца не ослабевало. Астрономы считают, что подобное аномальное свечение поддерживается самим магнетаром и близлежащими звёздами. В других диапазонах кольцо не наблюдается.